# Villevoques
 Villevoques  es una población y comuna francesa, situada en la región de Centro, departamento de Loiret, en el distrito de Montargis y cantón de Châlette-sur-Loing.

## Demografía
| 190 | 173 | 149 | 137 | 209 | 214 |
| Para los censos de 1962 a 1999 la población legal corresponde a la población sin duplicidades (Fuente: INSEE [Consultar]) |     |     |     |     |     |